# Exaxxion
 (mai 2025).
Si vous disposez d'ouvrages ou d'articles de référence ou si vous connaissez des sites web de qualité traitant du thème abordé ici, merci de compléter l'article en donnant les références utiles à sa vérifiabilité et en les liant à la section « Notes et références ».
Exaxxion (砲神エグザクソン, hōjin.eguzakuson) est un manga de Kenichi Sonoda, publié en français aux éditions Glénat et comportant 81 chapitres réunis en sept volumes au total.

## Histoire

### Synopsis
Le contact tant redouté entre Terriens et extraterrestres se passe finalement très bien. Depuis plusieurs années les Foldiens vivent en paix, se mêlant aux Terriens et partageant leur technologie avancée.
Tout change le jour anniversaire des dix ans de la rencontre. Les Foldiens annoncent alors leur décision de contrôler la Terre et détruisent plusieurs navires de guerre américains pour montrer leur supériorité. Les armes humaines se révèlent impuissantes pour contrer ce retournement de situation.
L'une des rares personnes à l'avoir prévu est un scientifique de génie nommé Hōsuke.
Depuis de nombreuses années, bien avant le contact avec les Foldiens, il a étudié en secret un gigantesque robot qu'il a baptisé Exaxxion, trouvé lors de fouilles et qui apparaît d'origine foldienne. L'ayant amélioré il peut lutter à armes égales contre les extraterrestres.
Confiant le pilotage d'Exaxxion à son petit-fils Hōichi, il le lance dans cette guerre technologique mais aussi d'informations, pour empêcher la Terre de tomber aux mains des extraterrestres.

## Univers

### Technologies
Différentes technologies plus ou moins futuristes sont employées tout au long du manga :
- Hōsuke a construit plusieurs androïdes dotés d'une intelligence artificielle qui leur permet de se comporter comme des êtres humains ;
- des nanomachines sont utilisées pour soigner les blessures ;
- les Riofaldiens ont construit un ascenseur spatial qui relie la Terre à leur base orbitale ;
- ils ont utilisé une porte spatiale reliant deux systèmes solaires pour venir directement dans la Voie lactée ;
- plusieurs robots utilisent un type de générateur(s) à antimatière que les Riofaldiens appellent « XXX unit », d'où en partie le nom « Exaxxion ».

### Personnages principaux
- Hōichi Kanō (加農砲一) : personnage principal. Adolescent de seize ans, il se voit confier par son grand-père le pilotage d'Exaxxion. Bien qu'il veuille devenir héros, il est torturé par ce que cela entraîne, notamment la mort de civils innocents, victimes de l'onde de choc des armes du robot.
- Hōsuke Kanō (加農砲介): grand-père de Hōichi. Scientifique de génie, c'est lui qui a mis au point Exaxxion et mène la guerre, sur le terrain et d'information, contre les Foldiens, pour laquelle il s'est préparé depuis de nombreuses années. Il possède de nombreux brevets technologiques.
- Akane Hino (日野茜) : amie d'enfance de Hōichi, elle veut être journaliste.
- Sheska (シェスカ中将) : plus haut responsable des Riofaldiens sur Terre, il dirige les opérations contre Exaxxion.

Note : le kanji « 砲 » qui apparaît dans les noms de Hōichi et Hōsuke signifie « canon, fusil » en japonais.

## Manga
Le manga est diffusé en France par Glénat.
| no | Français        | Français      |
| no | Date de sortie  | ISBN          |
| -- | --------------- | ------------- |
| 1  | 24 mai 2000     | 9782723431040 |
| 2  | 17 août 2000    | 9782723431057 |
| 3  | 14 mars 2001    | 9782723431576 |
| 4  | 19 juin 2002    | 9782723435598 |
| 5  | 2 juillet 2003  | 9782723441773 |
| 6  | 23 juillet 2004 | 9782723447300 |
| 7  | 15 juin 2005    | 9782723451734 |